# Orel Air Enterprise
Orel Air Enterprise is een Russische luchtvaartmaatschappij met haar thuisbasis in Orel.

## Geschiedenis
Orel Air Enterprise is opgericht in 1995 als opvolger an Aeroflots Orel divisie.

## Vloot
De vloot van Orel Air Enterprise bestaat uit:(nov.2006)
- 1 Yakolev Yak-40()